# Kiyan Soltanpour
Kiyan Soltanpour (Berlin-Charlottenburg, 1989. július 23. –) azeri-iráni származású német labdarúgó, a BFC Viktoria 1889 csatára.